# IMAM Ro.63
И.М.А.М Ро.63 (итал. IMAM Ro.63) — итальянский самолёт укороченного взлёта и посадки времен Второй мировой войны. Использовался в качестве самолёта связи, разведчика и санитарного транспорта.

## История
В 1938 году Министерство аэронавтики Королевства Италии объявило конкурс на создание легкого самолёта для колоний. Основное требование к будущей машине это возможность эксплуатации на любой малоподготовленной площадке в виду чего требовался минимальный пробег самолёта. В 1939 году на конкурс были выставлены два самолёта AVIS C.4 и IMAM Ro.63.
Оба имели хорошие показатели, однако военные остановились на Ro.63, который имел лучшие характеристики, а главное был технологичен в производстве. В течение 1941 года были построены шесть первых предсерийных образцов. Испытания проводились совместно с немецким аналогом знаменитым Fieseler Fi.156 Storch. Причем итальянский самолёт показал даже лучшие характеристики, чем его немецкий аналог. IMAM Ro.63 являлся монопланом смешанной конструкции с неубираемым шасси и закрытой кабиной. Фюзеляж собирался из стальных трубок и обшивался дюралевыми листами. В кабине пилотов размещалось два человека (пилот и штурман), за ними располагалось место радиста. В салоне можно было установить два пассажирских кресла или носилки для одного раненого. Крыло имело металлические лонжероны и деревянные нервюры, обшивка была фанерной. Механизация крыла состояла из закрылок типа Handley Page.
Все шесть экземпляров были немедленно переданы в боевые части в Северной Африке. Уже в декабре 1941 года военные дали заказ фирме IMAM на постройку 100 единиц Ro.63. Однако здесь и начались основные проблемы похоронившие в целом успешный самолёт. Дело в том, что двигатели Hirth HM 508D для этого типа самолёта должны были закупаться в Германии. Однако поставки постоянно срывались, поэтому военные стали настаивать на итальянских двигателях Isotta Fraschini «Beta». Сами разработчики самолёта были не в восторге от сделанного выбора, поскольку итальянские двигатели были ненадёжными, а главное плохо справлялись в условиях пустынного климата Северной Африки. Как итог, чтобы восполнить нишу связных самолётов итальянцы стали закупать у своих союзников немцев «Шторьхи», а производство Ro.63 так и не было налажено.
Что касается единственных шести построенных машин, то половина из них была потеряна в ходе боевых действий в Ливии. Оставшиеся три экземпляра эксплуатировались до середины 1943 года, пока их не признали негодными для эксплуатации. Поскольку итальянская армия в Северной Африке частично эвакуировались, частично капитулировала и сдалась в плен, то оставшиеся Ro.63 по всей видимости так и остались в пустыне.

## Аналогичные самолёты
- AVIS C.4
- Fieseler Fi.156 Storch
- Kokusai Ki-76
- Taylorcraft L-2
- Westland Lysander

## Технические характеристики
- Длина — 8,10 м
- Размах крыла — 9,82 м
- Площадь крыла — 26,50 м.кв.
- Высота — 3,10 м
- Вес пустого — 1060 кг
- Вес взлетный — 1485 кг
- Скорость максимальная — 220 км\ч
- Скорость крейсерская — 164 км\ч
- Дальность — 900 км
- Потолок — 7000 метров
- Двигатель — один радиальный Hirth HM-508D мощностью 280 л. с.
- Экипаж — 3 человека
- Вооружение — не устанавливалось

## Ссылка
IMAM Ro.63 (недоступная ссылка)